# Társas számok
A társas számok vagy társasági számok (sociable numbers) olyan pozitív egész számok, melyek osztóösszeg-sorozatában osztóösszeg-kör található; tehát az elejétől kezdve állandóan egy periódus ismétlődik. A társas számok a tökéletes számok és barátságos számok általánosításának tekinthetők. Az első két társasszám-láncot 1918-ban Paul Poulet belga matematikus találta meg és nevezte el. Társas számok adott láncolatában minden szám előáll az előző szám valódi osztóinak összegeként. Ahhoz, hogy a szám társas legyen, a sorozatnak az elejétől kezdve ciklikusnak kell lennie, tehát vissza kell térnie a kiindulópontjához.
A sorozat periódusa vagy a társas számok halmazának rendje a ciklusban található különböző számok száma.
Ha a sorozat periódusa 1, 1 rendű társas számról vagy tökéletes számról beszélünk – például a 6 valódi osztói 1, 2 és 3, melyek összege 6-ot eredményez. A barátságos számpárok esetében a társas számok halmazának a rendje 2. Nem ismertek 3-adrendű társas számok.
Nyitott kérdés, hogy vajon minden szám osztóösszeg-sorozata egy társas szám alkotta körben vagy egy prímszámban (és így 1-gyel) végződik, vagy léteznek olyan számok, melyek sorozata soha nem áll meg és nem is periodikus (tehát korlátok nélkül növekszik).

## Példa
Példa egy 4 periódusú társas számra:
{\displaystyle 1264460} ({\displaystyle =2^{2}\cdot 5\cdot 17\cdot 3719}) valódiosztó-összege:
1 + 2 + 4 + 5 + 10 + 17 + 20 + 34 + 68 + 85 + 170 + 340 + 3719 + 7438 + 14876 + 18595 + 37190 + 63223 + 74380 + 126446 + 252892 + 316115 + 632230 = 1547860.
{\displaystyle 1547860} ({\displaystyle =2^{2}\cdot 5\cdot 193\cdot 401}) valódiosztó-összege:
1 + 2 + 4 + 5 + 10 + 20 + 193 + 386 + 401 + 772 + 802 + 965 + 1604 + 1930 + 2005 + 3860 + 4010 + 8020 + 77393 + 154786 + 309572 + 386965 + 773930 = 1727636.
{\displaystyle 1727636} ({\displaystyle =2^{2}\cdot 521\cdot 829}) valódiosztó-összege:
1 + 2 + 4 + 521 + 829 + 1042 + 1658 + 2084 + 3316 + 431909 + 863818 = 1305184.
{\displaystyle 1305184} ({\displaystyle =2^{5}\cdot 40787}) valódiosztó-összege:
1 + 2 + 4 + 8 + 16 + 32 + 40787 + 81574 + 163148 + 326296 + 652592 = 1264460.

## Ismert társas számok
A következő táblázat összefoglalja a 2015 novemberében ismert társas számokat osztóösszeg-körük hossza alapján:
| Sorozat hossza      | Ismert sorozatok száma |
| ------------------- | ---------------------- |
| 1 (Tökéletes szám)  | 49                     |
| 2 (Barátságos szám) | 15 674 225             |
| 4                   | 366                    |
| 5                   | 1                      |
| 6                   | 5                      |
| 8                   | 4                      |
| 9                   | 1                      |
| 28                  | 1                      |

## Gráfelméleti megjelenítés
Az osztóösszeg-sorozat megjeleníthető irányított gráfként. Tartozzon az {\displaystyle n} egész számhoz {\displaystyle G_{n,s}} irányított gráf, ahol {\displaystyle s(k)} jelöli {\displaystyle k} valódi osztóinak összegét.
Ekkor a {\displaystyle G_{n,s}} gráfban található körök asz {\displaystyle [1,n]} intervallumban található társas számokat jelölik. A hurkok tökéletes számokat jelölnek, a kettő hosszúságú körök pedig barátságos számokat.